# Piolo Pascual
Piolo José Nonato Pascual, (Manilla, 12 januari 1977) is een Filipijns acteur, zanger, televisiepersoonlijkheid en model.

## Prijzen als filmacteur
- 2003 - FAMAS Award voor beste mannelijke bijrol, Dekada '70
- 2003 - FAS Award voor beste bijrol, Dekada '70
- 2003 - Gawad Urian voor beste bijrol, Dekada '70
- 2003 - Young Critics Circle, Dekada '70
- 2005 - FAMAS Award voor beste acteur, Milan
- 2007 - Golden Screen Award, Don't Give Up on Us
- 2008 - Special Star Award, Celebrity Fab of the Night en Face of the Night.

## Filmografie
- The Vizconde Massacre Story (God Help Us!) (1993)
- Batang PX (1997)
- Esperanza: The Movie (1999)
- Lagarista (2000)
- Kahit Isang Saglit (2000)
- Pera O Bayong (2000)
- Mila (2001)
- Bakit 'Di Totohanin (2001)
- I Think I'm In Love (2002)
- Jologs (2002)
- 9 Mornings (2002)
- Dekada '70 (2002)
- Till There Was You (2003)
- Milan (2004)
- Dreamboy (2005)
- D' Anothers (2005)
- Don't Give Up on Us (2006)
- Kagat Ng Dilim  (2006)
- Paano Kita Iibigin (2007)
- Chopsuey (2007)
- Love Me Again (Land Down Under) (2009)
- Manila (2009)
- Ang panahon ng halimaw (2018)